# Colubraria maculosa
Colubraria maculosa là một loài ốc biển săn mồi, là động vật thân mềm chân bụng sống ở biển trong họ Colubrariidae.

## Phân bố
Loài này phân bố ở biển quanh Madagascar và Mauritius.